# Stomp the Yard
Stomp the Yard (bra: O Poder do Ritmo; prt: Stomp the Yard - Ritmo Alucinante) é um filme estadunidense de 2007, dos gêneros drama, musical e romance, dirigido por Sylvain White.

## Elenco
- Columbus Short - DJ Williams
- Meagan Good - April
- Chris Brown- Duron Williams
- Ne-Yo - Rich Brown
- Darrin Henson - Grant
- Brian J. White - Sylvester
- Laz Alonso - Zeke
- Valerie Pettiford - tia Jackie
- Jermaine Williams - Noel
- Roderick "Reemo" Thomas - Paul
- Allan Louis - dr. Palmer
- Harry J. Lennix - tio Nathan